# Łychów Szlachecki
Łychów Szlachecki – wieś w Polsce położona w województwie lubelskim, w powiecie kraśnickim, w gminie Trzydnik Duży.
W latach 1975–1998 miejscowość administracyjnie należała do województwa tarnobrzeskiego.
Wieś stanowi sołectwo gminy Trzydnik Duży. Według Narodowego Spisu Powszechnego (III 2011 r.) wieś liczyła 210 mieszkańców.

## Historia
Według Słownika geograficznego Królestwa Polskiego z roku 1884, Łychów Szlachecki, wieś w powiecie janowskim, gminie Trzydnik, parafii Rzeczyca Ziemiańska, jedyna (w końcu XIX wieku) wieś w powiecie należąca do szlachty zagonowej.
Łączy się z Łychowem Gościeradowskim i zdaje się, że oba stanowiły jedną całość. Według miejscowej tradycji Bolesław Wstydliwy, polując w olbrzymich puszczach, jakie tu w owe czasy istniały, zabłąkał się, i natrafił na jedynego mieszkańca tych lasów, niejakiego Łycha, który zbłąkanego króla odprowadził do Zawichostu, odległego stąd o 3 mile. Chojnie obdarowanemu Łychowi pozwolił król w miejscu zamieszkiwanym przez niego założyć wieś. W roku 1884 było we wsi osad 50, ziemi ornej 400 mórg, gleba glina urodzajna silnie wzbogacona nawozami. Ludności mężczyzn: 82, kobiet 98. Mieszkańcy różnią się strojem od włościan, ubierają się w kapoty z szamerowaniami, przypominającymi węgierskie czamary. Czytać i pisać umieją prawie wszyscy. Wieś tę zamieszkują rodziny: Brzostowskich, Domaradzkich, Wąsowiczów i Życzyińskich. Folwark Łychów Szlachecki należy do dóbr Gościeradów Ukazowy. Spis z roku 1827 wykazał w Łychowie Gościeradowskim 10 domów i 64 mieszkańców a Szlacheckim 40 domów i 211 mieszkańców.